# Adolph L. Reed jr.
Adolph Leonard Reed jr. (The Bronx, 14 januari 1947) is een Amerikaans politicoloog en emeritus hoogleraar. Reed is gespecialiseerd in Amerikaanse politiek, racisme en economische ongelijkheid. Hij schrijft of schreef onder andere voor The New Republic, The Progressive en The Nation en is medeoprichter van de sociaaldemocratische Labor Party. Reed is een vooraanstaand criticus van Afro-Amerikaanse politici van de Democratische Partij en hoe zij eerder als token optreden dan vooruitgang voorstaan. Hij bekritiseerde latere president Barack Obama al in 1996 vanwege wat Reed zag als neoliberaal reformisme.